# Kruipertje
Kruipertje of muizengerst (Hordeum murinum) is een wilde eenjarige of vaste plant uit de grassenfamilie (Poaceae). 
De soort komt algemeen voor op voedselrijke gronden langs wegen en op muren. In de stad groeit de plant tussen straatstenen en stoeptegels. Het is een typische urbanofiele plant, wat wil zeggen dat de plant het zwaartepunt van haar verspreiding heeft in stedelijke en/of industriële omgevingen en daarbuiten bijna niet voorkomt. De aren kunnen problemen geven bij bijvoorbeeld honden, doordat ze door de weerhaakjes makkelijk tussen bijvoorbeeld de poten blijven zitten of in de oren kunnen doordringen.
De plant is 15-60 cm hoog en heeft talrijke rechtopstaande of geknikt opstijgende stengels. De tot 20 cm lange helder lichtgroene bladeren zijn kaal of zwak behaard en hebben een opgeblazen bovenste schede. Aan elk blad zit een fijne punt. De ligula (tongetje) is erg kort en ringvormig. Ook zijn er oortjes aanwezig.

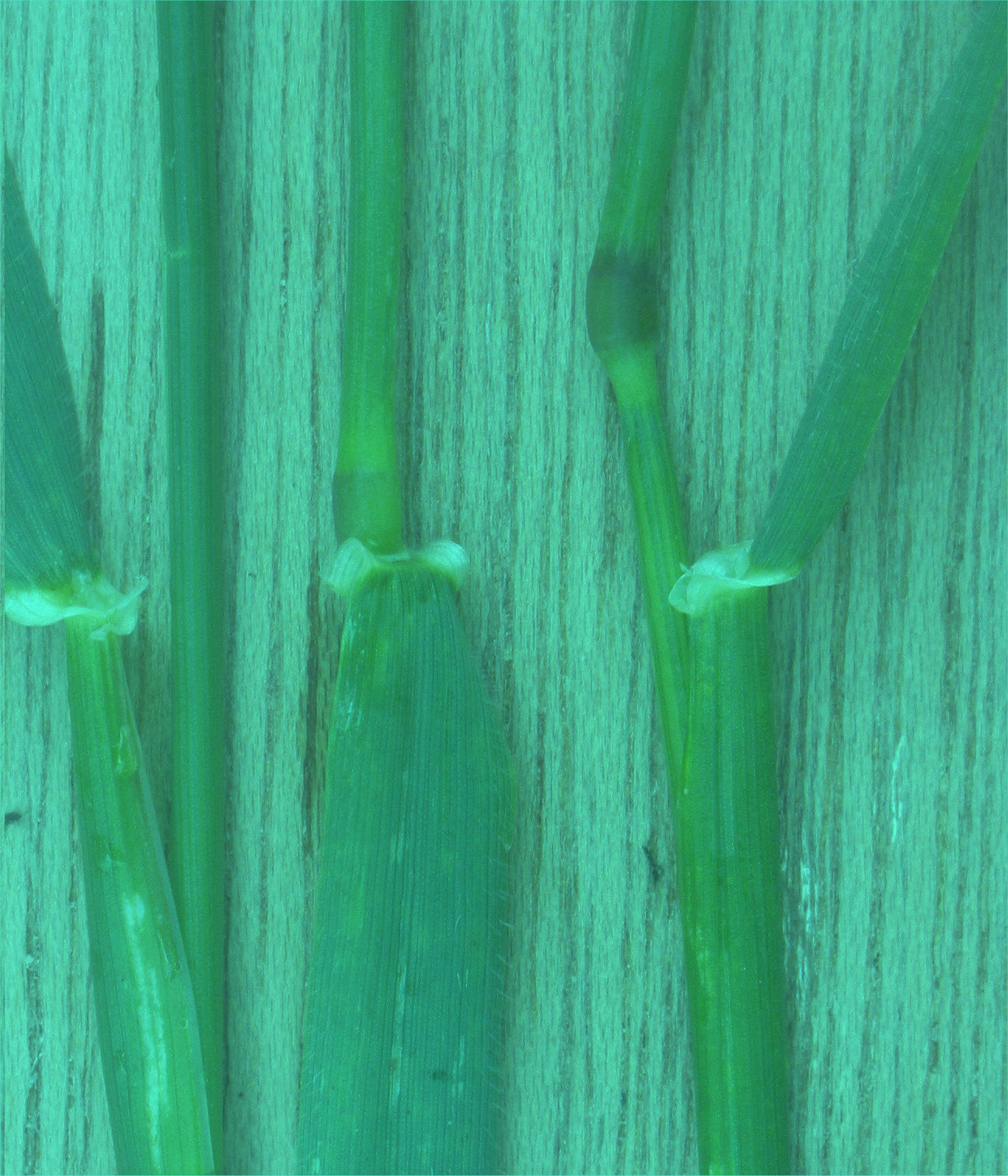
Tongetje met oortjes

De plant bloeit van juni tot de herfst, met als bloeiwijze een aar. De aar is groen, vrij dicht geschakeld en 5-9 cm lang. Er worden groepen gevormd van drie aartjes. Alleen het middelste aartje is vruchtbaar en iets groter dan de andere twee, de zijaartjes zijn steriel of mannelijk. Het vruchtbare aartje heeft lancetvormige, bewimperde kelkkafjes. Het buitenste kelkkafje heeft de vorm van een naald. Het onderste kroonkafje (lemma) heeft een tot 5 cm lange kafnaald. De kelkkafjes van de zijaartjes zijn borstelvormig behaard. De vrucht is een graanvrucht.

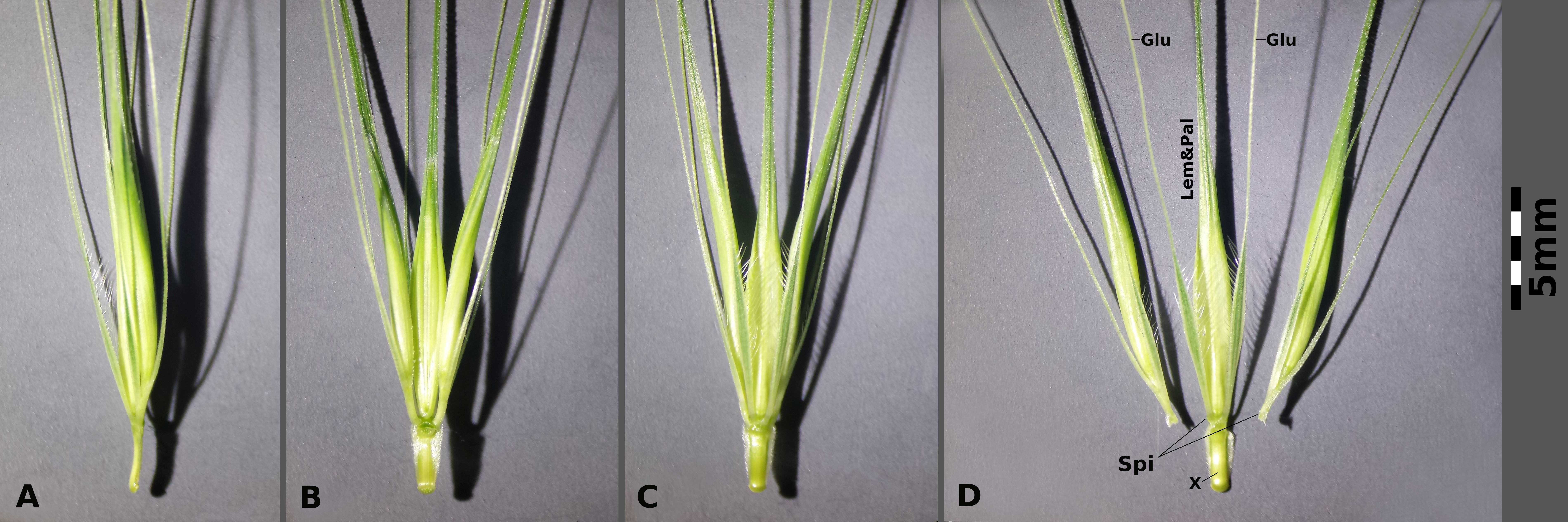
Aartjes: Spi = aarspil, Glu = kelkkafjes, Lem = onderste kroonkafje (lemma), Pal = bovenste kroonkafje (palea)

## Syntaxonomie
Kruipertje geldt als kensoort voor de kruipertje-associatie (Hordeetum murinum).

## In andere talen
- Duits: Mäuse-Gerste
- Engels: Wall-barley
- Frans: Orge des rats